# خانه فتحی
خانه فتحی مربوط به دوره پهلوی اول است و در تبریز، خیابان تربیت، میدان ساعت، کوچه شعبان واقع شده و این اثر در تاریخ ۱۶ اسفند ۱۳۸۴ با شمارهٔ ثبت ۱۴۹۴۸ به‌عنوان یکی از آثار ملی ایران به ثبت رسیده است.